# Bazilika Vierzehnheiligen
Bazilika Vierzehnheiligen (Bazilika Čtrnácti svatých pomocníků) je poutním kostelem, který se nachází poblíž Bad Staffelstein v zemském okrese Lichtenfels v Horních Frankách. Bazilika byla postavena podle plánů Balthasara Neumanna. Ročně ji navštíví asi půl milionu návštěvníků. Vedle baziliky Marienweiher, bamberského dómu a baziliky Gößweinstein je bazilika Vierzehnheiligen čtvrtou bazilikou minor v arcidiecézi bamberské. Bazilika je dominantním prvkem v tzv. Gottesgarten v regionu Obermainland.

## Historie poutního místa

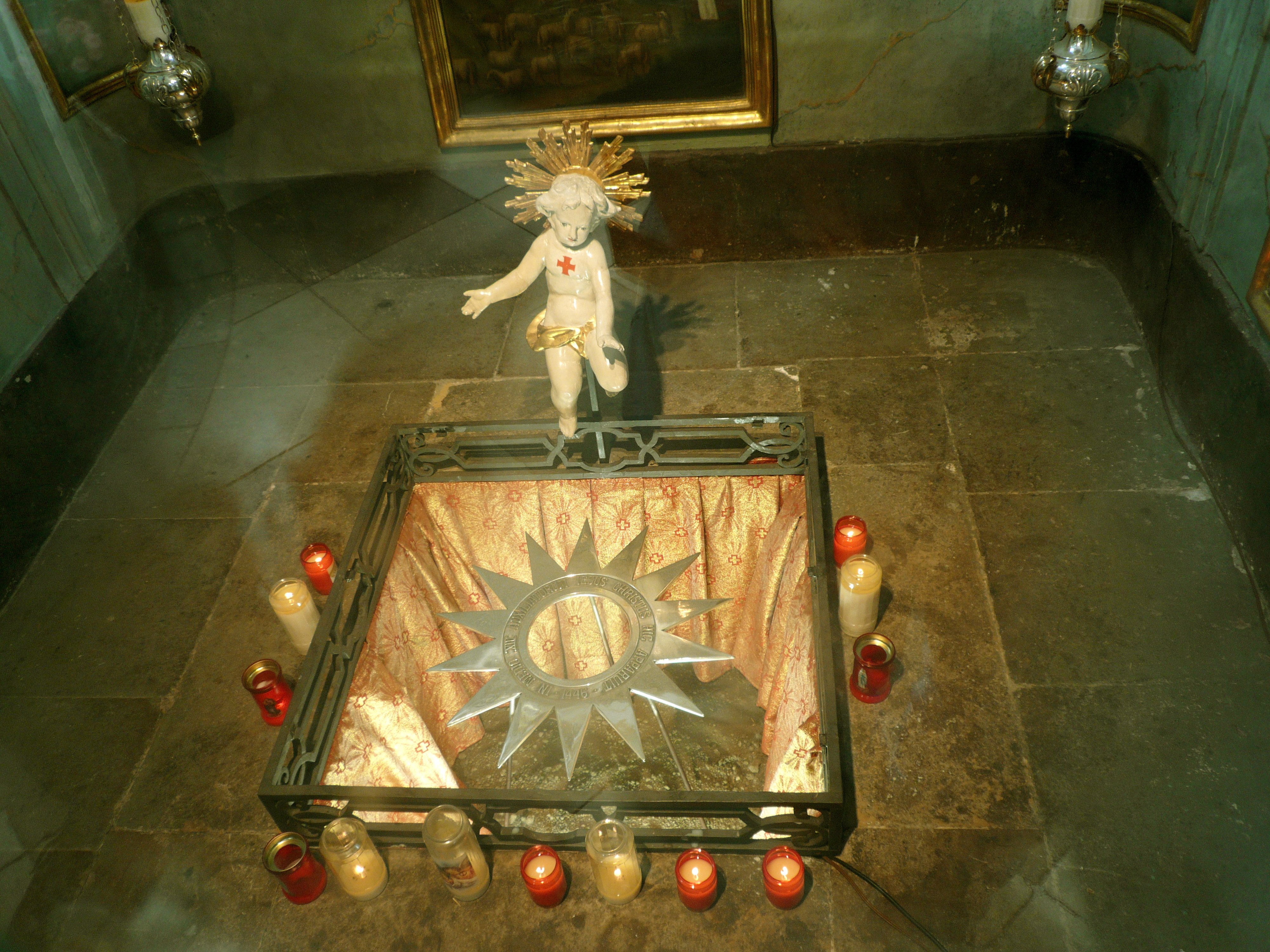
Místo zjevení Čtrnácti sv. pomocníků

Podle legendy se jednomu pastýři z kláštera Langheim se na místě dnešní baziliky v roce 1445 zjevilo Jezulátko uprostřed napůl bíločerveně oblečených dětí. Ti se mu představili jako Čtrnáct svatých pomocníků a požádali, aby v pro ně na místě zjevení byla postavena kaple. Poté dav dětí zmizel v oblacích. Několik dní po této události došlo k dalšímu zázraku. Nevyléčitelně nemocná služka byla přivezena na místo zjevení a ona se okamžitě uzdravila. To vedlo k tomu, že se místo rychle stalo místem poutí a bylo obdařeno četnými odpustky. Cisterciácké opatství Langheim po naléhání věřících na místě brzy postavilo kapli ke cti Čtrnácti svatých pomocníků. V roce 1525 během německých selských válek kaple skončila v sutinách, které byly záhy nahrazeny větším kostelem. Ten však byl také zničen během třicetileté války.

## Dějiny baziliky

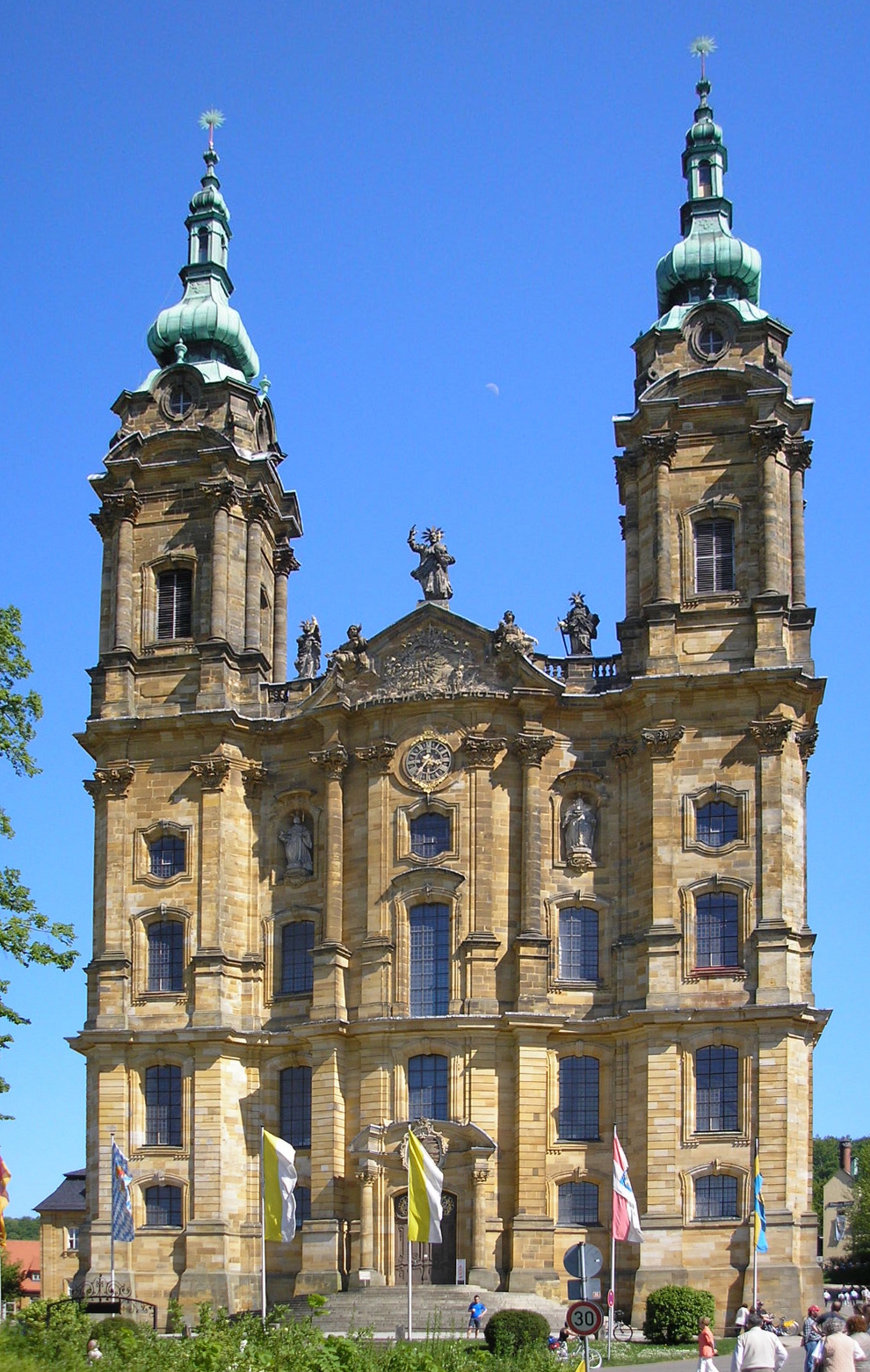
Průčelí baziliky

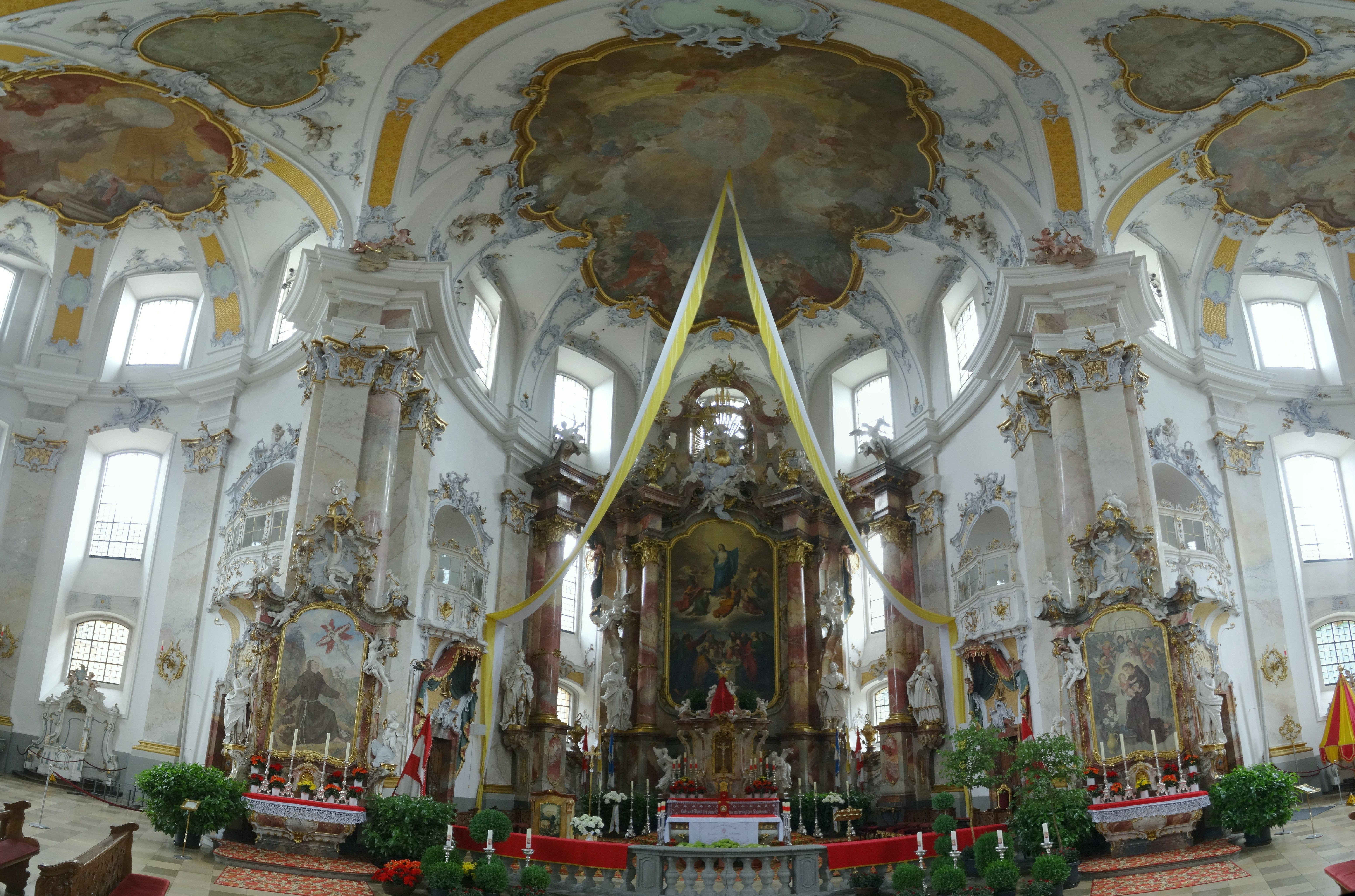
Panorama hlavního oltáře baziliky

Roku 1735 udělil bamberský biskup Friedrich Karl von Schönborn-Buchheim opatovi langheimského kláštera Štěpánu Mösingerovi povolení nahradil starý poutní kostel novou reprezentativní stavbou. Projekt stavby vypracovalo několik architektů, včetně výmarského státního architekta Gottfrieda Heinricha Krohneho, jehož projekt byl vybrán jako umělecky hodnotný, v nízké ceně, ale zároveň nabízel dekorativní stavbu, kterou zamýšlel Mösinger postavit. Ke stavbě však nedošlo, protože biskup tento záměr vetoval. Ke stavbě přikročil až v roce 1742 chebský rodák Balthasar Neumann. V dubnu 1743 byl položen základní kámen pro nový kostel. Neumann si brzy uvědomil, že Krohne, který si podržel vedení stavby, se odchýlil od původně dohodnutých plánů a stavba se posunula poněkud na východ. Oltář se již nenalézal na místě zjevení, ale toto milostné místo bylo situováno do křížení klenby. To bylo v rozporu s liturgickými zvyklostmi. Biskup zřejmě vycítil tuto chybu a věděl, že Krohnemu jakožto protestantovi budou zřejmě cizí liturgické požadavky pro katolická poutní místa. Dalším důvodem mohlo být, že Krohne chtěl vyhovět požadavkům opata, aby snížil stavební náklady na minimum. Představovalo by to totiž vysoké náklady na pozemní práce. Jako vždy – rozzlobený biskup prohlásil: „Všechny chystané luteránské výstřelky musí být odstraněny...“ (něm. „Alle gamachten lutherischen nebensprüng müssen beseitigt werden...“). Takže Neumann byl pověřen stavbou, aby ji učinil řádně katolickou (něm. „nach dem wahren katholischen Erfordernuss gantz zu machen“). Mohučský a bamberský vrchní stavbyvedoucí Maximilian von Welsch, sám nadaný architekt, navrhl do kostela začlenit již stojící zdi kůru. Podle jeho záměru by však kostel byl vysoký 100 metrů a dlouhý 80 metrů. Tím by překročil velikostí téměř všechny německé barokní kostely. Nad těmito obrovskými rozměry Welsch nedokázal zvítězit. Obrysy vnějších zdí ve východní části pro Neumanna nepřicházely v úvahu, a proto vytvořil v roce 1744 na základě již existujícího projektu nový plán, ve kterém by stavba plnila roli poutního kostela a byla důstojnou i pro milostný oltář. Toto řešení znamenalo, že milostný oltář zůstal v lodi kostela. Návštěvníci tak mohli, na rozdíl od jiných tradičních řešení, přistupovat k milostnému místu, které se nacházelo v prostoru pod klenutým křížením. Neumann si pak až do své smrti v roce 1753 udržel celkový dohled nad stavbou. Kostel dokončit nestihl, ale klenba byla ještě jeho práce. Stavbu pak dokončil Neumannům žák Johann Thomas Nißler v roce 1772. Kostel vysvětil 14. září 1772 bamberský kníže-biskup Adam Friedrich von Seinsheim.
V první polovině 19. století na staly pro bazilku Čtrnácti svatých pomocníků těžké časy. Po proběhlé sekularizaci v Barovsku v roce 1803 byli cisterciáci, kteří do doposud starali o toto poutní místo museli opustit svůj klášter, protože byli rozpuštěni včetně probošta ve Vierzehnheiligen. Církevní cennosti byly ztraceny, části oltářů zmizely beze stopy. Části varhan, které byly cenné a také zvony byly prodána zájemcům, kteří nabídli nejvíce. Rovněž byly zakázány poutě a to jak ze strany církve, tak i státu.
V roce 1835 po úderu blesku ve Vierzehnheiligen shořely varhany, střecha a dvě věže. Kostel začal vypadat jako zřícenina. Teprve v roce 1839 pověřil bavorský král Ludvík I. františkány péči o poutě. Ti také dali kostel opravit. Zrenovovaný kostel odpovídal dobovému vkusu: věže byly nově předělány, Bittnerovy varhany zakryly čtyři okna západní galerie, a také v řadě dalších detailů se interiér začal odlišovat od původních Neumanových plánů.
V roce 1897 povýšil papež Lev XIII. Vierzehnheiligen na baziliku minor. Bazilika Čtrnácti svatých pomocníků se tak stala druhým německým kostelem této úrovně. První bazilikou minor v Německu byla bazilika Panny Marie ležící v Alsasku, dnes v části připadající Francii. V průběhu 20. století byly provedeny další rekonstrukce, které navrátili bazilice vzhled podle plánů Balthasara Neumanna. Při poslední rekonstrukci koncem 20. století pak již nedošlo k žádným změnám. V roce 1999 byly do baziliky umístěny nové varhany od firmy Rieger, které zakrývají pouze jedno okno, takže znovu vyniká původní rokoková architektura.

## Architektura baziliky

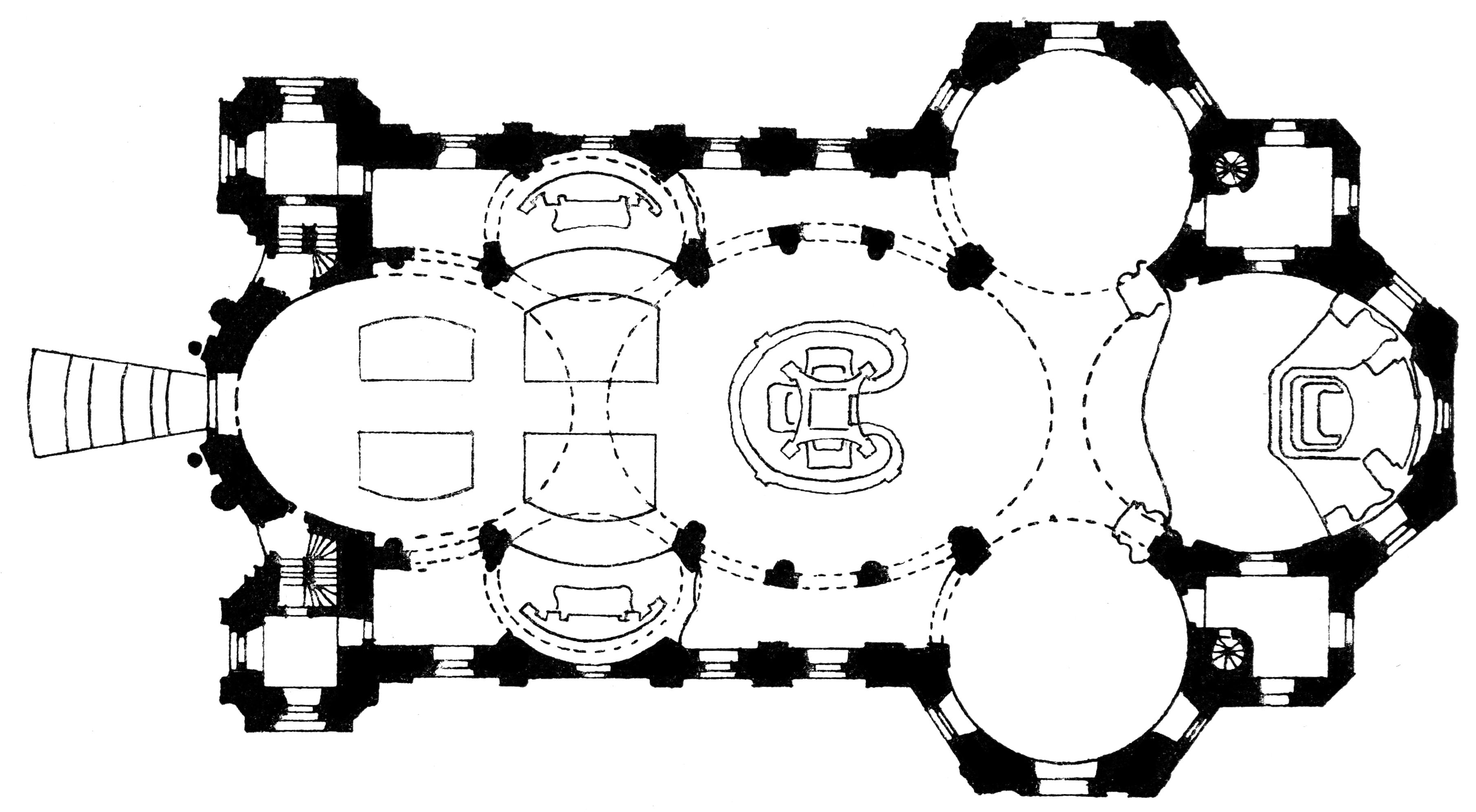
Půdorys baziliky

Exteriér dominuje okolí reprezentativní fasádou s elegantním průčelím v centrální části stavby a dvěma vysokými věžemi. Svými proporcemi umožňuje, aby byla viděna již z velké vzdálenosti a vzhledově koresponduje s fasádou kostela při klášteru Banz, který se nachází na protilehlém svahu rozsáhlé údolní nížiny, a ke kterému byla při výstavbě bazilika částečně orientována. Barokní fasáda patří k jedné z nejimpozantnějších, které pocházejí z tohoto období.
Konstrukce budovy byla ovlivněna, díky již výše popsaným problémům, jejím posunem k východu. Neumannovi se však podařilo, aby interiér zůstal zcela nezávislý na vnějších stěnách. Udělal to několika překrývajícími se ovály na dynamicky zatočeném půdorysu, které velmi oživily celý interiér. Okolo oltáře, který je jemně komplexně oddělen od struktury exteriéru, je tzv. velký milostný ovál. Ten slaďuje celý prostor do zadní části kostela a dává mu kolosálními tříčtvrteční sloupy majestátní vzhled.

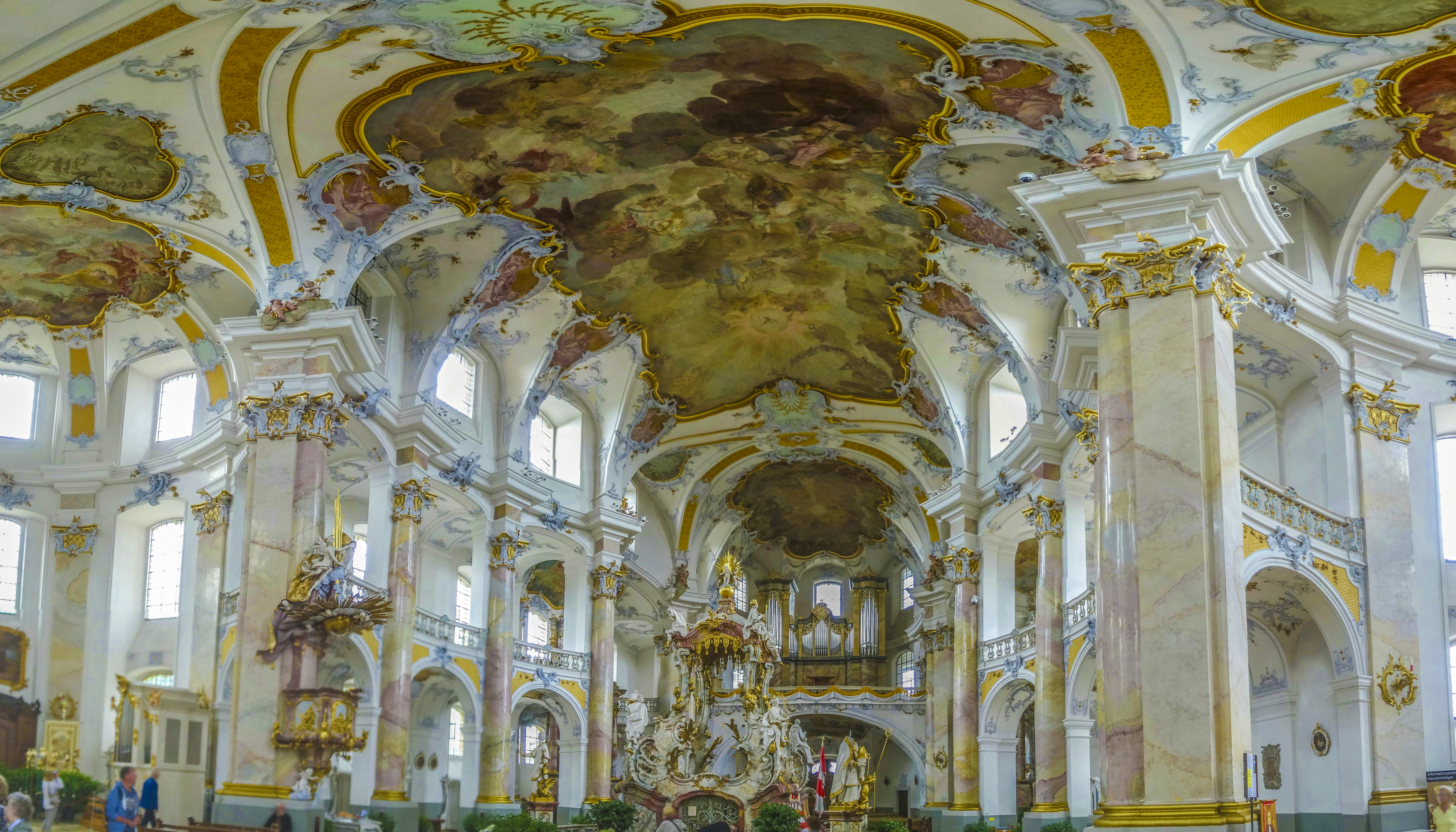
Panorama nástropních fresek

Štukatérské práce pocházejí od Franze Xavera Feuchtmayera, Johanna Michaela Feuchtmayera ml. a Johanna Georga Üblhöra. Spolu s obrazy Giuseppe Appianise a v neposlední řadě s milostným oltářem (něm. Gnadenaltar) jsou svědectvím primárního otisku ducha rokoka do sakrální budovy. Ke zvláštní atmosféře v prostoru přispívá dopadající světlo skrze mnohá okna.
Dokončování svatyně ještě nezačalo před Neumannovou smrtí. Přesto byla dokončena díky staffelsteinskému staviteli Thomasi Nißlerovi. Byl to jistě konstrukční zázrak, a to zejména proto, že Neumann nemohl spočítat úplně všechno předem a Nißler se musel spoléhat pouze na své zkušenosti. Na stěnu byla použita dvanácticentimetrová vrstva franckého Kalkmarmoru, který nebyl příliš stabilním materiálem. Nikdo tehdy příliš nevěřil, že by při této konstrukci bazilika mohla vydržet libovolně dlouho. Nakonec odolala veškerým rozmarům počasí a dokonce i zničujícímu ohni v roce 1835, kdy posléze zůstala dva roky bez střechy.

## Zařízení

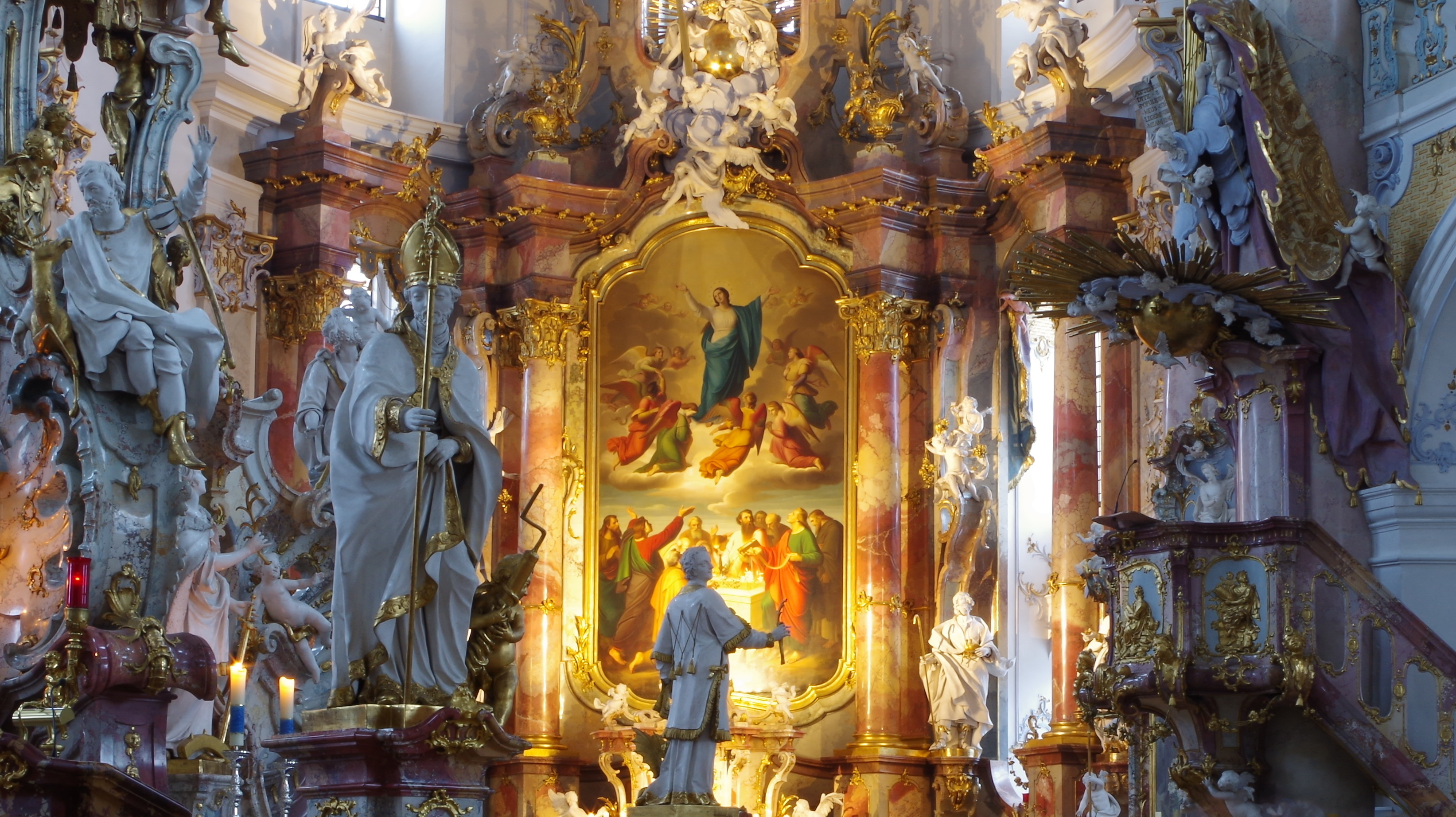
Pohled na hlavní oltář z pravé strany od milostného oltáře

Do baziliky se vstupuje koncem severního transeptu. Západní hlavní vchod bývá obvykle otevřen jen při bohoslužbách navštívených velkým počtem poutníků. Zde se nacházejí chorální varhany od firmy Eisenbarth a ve vánočním období naproti v jižním transeptu jesličky. Od vchodu ze severního transeptu po levé straně dominuje hlavní oltář a po pravé straně se nachází „srdce baziliky“ – milostný oltář, mistrovské dílo rokoka. Na západní empoře se nacházejí velké Riegerovy varhany.

### Milostný oltář

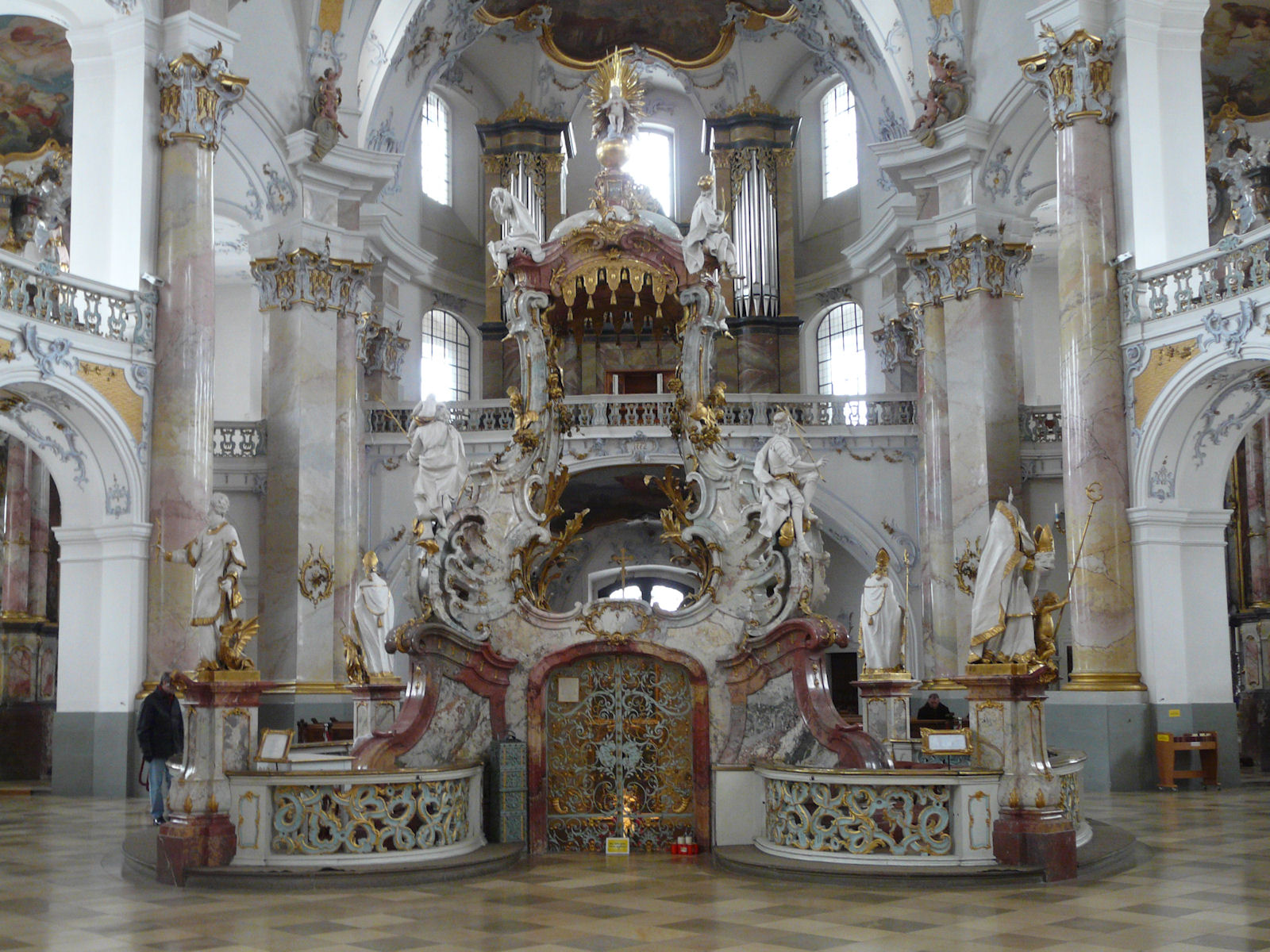
Milostný oltář – pohled na místo zázračného zjevení

Ve středu lodi se nachází rokokový oltář zasvěcený Čtrnácti svatým pomocníkům. Obklopuje ho dynamicky zakřivená mřížka pro svaté přijímání. Boční průhled umožňuje vidět místo zjevení. Štukové mramorové oltářní podstavce jsou převýšeny čtyřmi rokajovými trojdílnými žebry orientovanými podle světových stran, které drží baldachýn. Ten zároveň umožňuje volný průhled na hlavní oltář. Na jednotlivých vrcholech dílů rokajových žeber (celkem 12 místech) milostného oltáře jsou umístěny sochy zobrazující Čtrnáct svatých pomocníků s výjimkou sv. Barbory a sv. Kateřiny. Sochy obou naposled jmenovaných světic jsou umístěny na dvou bočních oltářích, které jsou rovnoběžné s osou lodi.
| 3 biskupové:      | Diviš • Erasmus • Blažej     |
| 3 mučednice:      | Barbora • Markéta • Kateřina |
| 3 rytíři:         | Jiří • Akátius • Eustach     |
| 1 lékař:          | Pantaleon                    |
| 1 mnich:          | Jiljí                        |
| 1 jáhen:          | Cyriak                       |
| 1 chlapec:        | Vít                          |
| 1 nositel Krista: | Kryštof                      |

## Varhany

### Historie

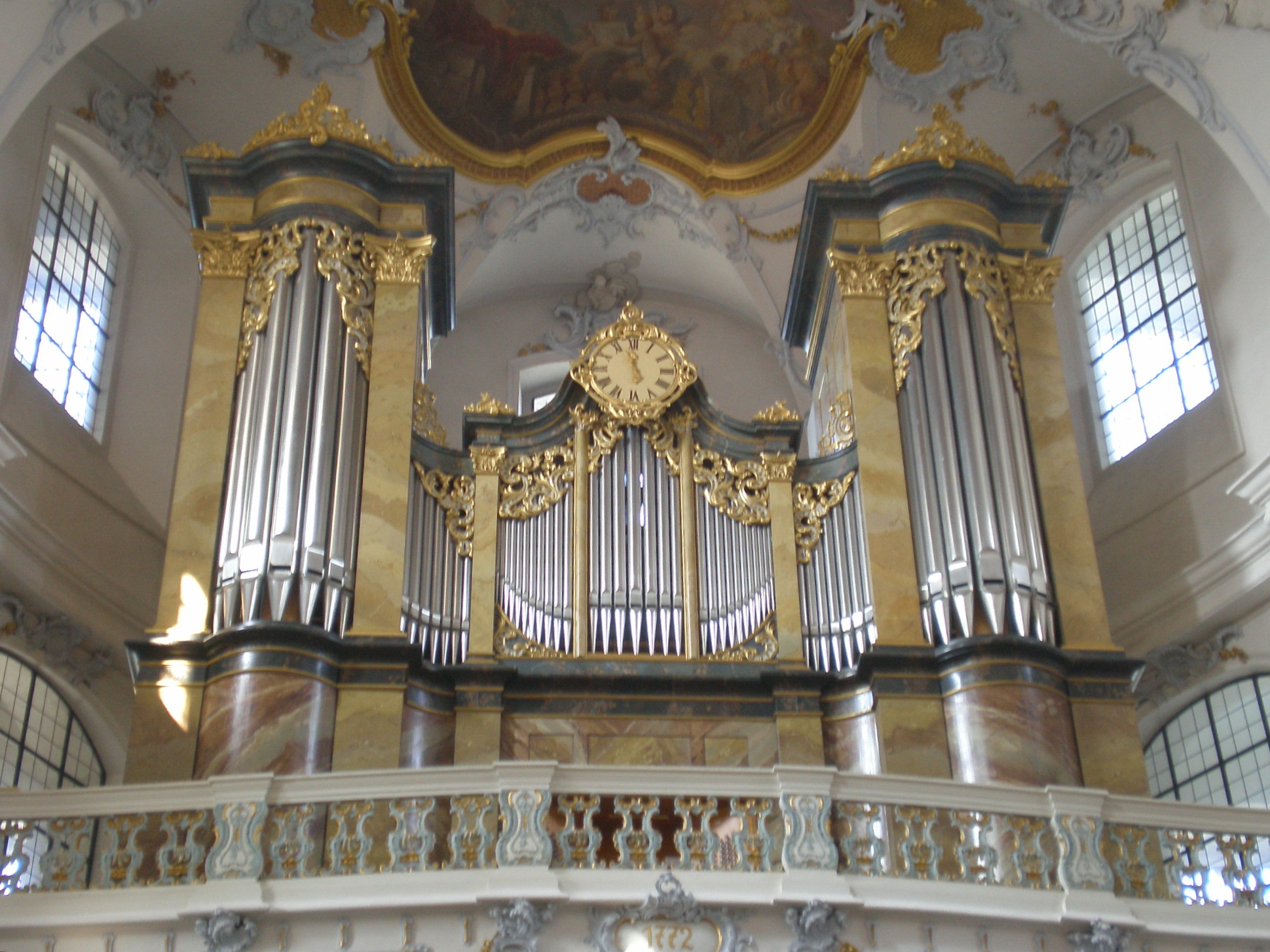
Varhany od firmy Rieger v bazilice

Již v 18. století byly v bazilice ve Vierzehnheiligen dvoje varhany. Jedny stály na balkóně nad sakristií, druhé větší na západní galerii. Byla to díla varhanářských dílen Augustina Ferdinanda Bittnera z Norimberku a Ludwiga Weinecka z Bayreuthu. Stávající varhany byly v roce 1905 rozšířeny firmou Steinmeyer a v roce 1951 byly téže firmou obnoveny.

### Nové varhany od firmyRieger
Poté, co byla bazilika zrestaurována, byly nahrazeny i poškozené varhany. Rakouská společnost Rieger Orgelbau v roce 1999 postavila pro baziliku nový nástroj s 68 rejstříky, který se stal univerzální koncepcí varhan. Skládá se z hlavního stroje (I.), pozitivu (II.), francouzského Schwellwerku (III.) a Chamadewerku (Bombardwerku, IV.).

### Chórové varhany
V jižní lodi baziliky jsou mobilní dvoumanuálové chórové varhany od firmy Eisenbarth.

## Správci baziliky
V roce 2015je rektorem baziliky P. Heribert Arens OFM, regenschorim Georg Hagel a varhaníkem Hubert Reinhard.